# محمد حسین‌پور
محمد حسین‌پور (زاده ۵ خرداد ۱۳۷۲ در بابل) بازیکن فوتبال ایرانی است که در باشگاه فوتبال رایکا بابل، در پست هافبک بازی می‌کند.

## رده پایه

### پرسپولیس بابل
حسین‌پور کار خودش را در سن ۱۲ سالگی و از پرسپولیس بابل آغاز کرد و ۳ سال در رده‌های پایه این تیم بازی کرد.

### استقلال تهران
او در ۱۵ سالگی در تست آکادمی باشگاه فوتبال استقلال تهران شرکت کرد و مورد توجه مدیر آکادمی این باشگاه در آن زمان یعنی علی‌رضا منصوریان قرار گرفت و وارد تیم نوجوانان استقلال تهران شد. او در طی ۵ سال حضور در این تیم، در رده‌های جوانان و امید هم بازی کرد و به گفته خودش در ۶ ماه پایانی حضورش در این تیم، با تیم اصلی استقلال تهران تمرین کرد.

## تیم‌های باشگاهی

### راه‌آهن
او در آغاز فصل ۹۳–۱۳۹۲ لیگ برتر ایران در تمرینات باشگاه فوتبال راه‌آهن شرکت کرد و در تست این باشگاه مورد توجه کادرفنی قرار گرفت و با قراردادی ۳ ساله به این باشگاه پیوست.

## رده ملی

### تیم ملی امید
در اردیبهشت ۱۳۹۳، حسین‌پور برای نخستین بار به یکی از رده‌های تیم‌های ملی فوتبال ایران دعوت شد. نلو وینگادا سرمربی وقت تیم ملی فوتبال امید ایران نام او را در فهرست ۲۸ نفره برای اردوی آمادگی پیش از بازی‌های آسیایی ۲۰۱۴ اینچئون در تهران قرار داد. ولی او در فهرست ۲۰ نفره پایانی برای اردوی چین و تورنمنت اصلی جای نگرفت.